# Chițești, Argeș
Chițești este un sat în comuna Bogați din județul Argeș, Muntenia, România.